# Vietnamesischer Fußballpokal 2012
Der Vietnamesische Fußballpokal 2012 war die 22. Saison eines Ko-Fußballwettbewerbs in Vietnam. Der Pokal wurde von der Vietnam Football Federation organisiert. Er begann mit der  ersten Runde am 18. Dezember 2011 und endete mit dem Finalrückspiel am 29. August 2012.
Der Pokalsieger qualifizierte sich für den AFC Cup 2013.

## Termine
| Runde         | Datum                 |
| ------------- | --------------------- |
| 1. Runde      | 18. Dezember 2011     |
| Achtelfinale  | 24./25. Dezember 2011 |
| Viertelfinale | 29. Januar 2012       |
| Halbfinale    | 25. August 2012       |
| Finale        | 29. August 2012       |

## Resultate und Begegnungen

### 1. Runde
|                         | Ergebnis        |                         |
| ----------------------- | --------------- | ----------------------- |
| 18. Dezember 2011       |                 |                         |
| Becamex Bình Dương      | 2:2 (3:5 i. E.) | XSKT Lâm Đồng           |
| Hùng Vương An Giang     | 0:2             | SQC Bình Định           |
| CLB Đồng Nai            | 1:1 (2:4 i. E.) | Khatoco Khánh Hòa       |
| Kienlongbank Kiên Giang | 4:0             | BHTS Quảng Nam          |
| XM Fico Tây Ninh FC     | 0:0 (4:5 i. E.) | XM The Vissai Ninh Bình |
| XSKT Cần Thơ            | 1:1 (4:2 i. E.) | Than Quảng Ninh FC      |
| Thành phố Hồ Chí Minh   | 1:3             | Vicem Hải Phòng         |
| Đồng Tâm Long An        | 1:3             | SHB Đà Nẵng             |
| Trẻ Hà Nội              | 0:3             | TĐCS Đồng Tháp          |

### Achtelfinale
|                         | Ergebnis        |                   |
| ----------------------- | --------------- | ----------------- |
| 24. Dezember 2011       |                 |                   |
| Sài Gòn Xuân Thành      | 3:2             | Khatoco Khánh Hòa |
| 25. Dezember 2011       |                 |                   |
| Sông Lam Nghệ An        | 2:1             | TĐCS Đồng Tháp    |
| XM The Vissai Ninh Bình | 2:1             | Hà Nội FC (1956)  |
| XSKT Cần Thơ            | 1:3             | FC Thanh Hóa      |
| Navibank Sài Gòn FC     | 3:4             | SQC Bình Định     |
| Hà Nội T&T              | 2:0             | Vicem Hải Phòng   |
| XSKT Lâm Đồng           | 1:1 (1:3 i. E.) | SHB Đà Nẵng       |
| Kienlongbank Kiên Giang | 2:1             | Hoàng Anh Gia Lai |

### Viertelfinale
|                    | Ergebnis        |                         |
| ------------------ | --------------- | ----------------------- |
| 29. Januar 2012    |                 |                         |
| Sông Lam Nghệ An   | 3:3 (5:4 i. E.) | XM The Vissai Ninh Bình |
| Sài Gòn Xuân Thành | 3:1             | FC Thanh Hóa            |
| SQC Bình Định      | 1:3             | Hà Nội T&T              |
| SHB Đà Nẵng        | 3:0             | Kienlongbank Kiên Giang |

### Halbfinale
|                  | Ergebnis |                    |
| ---------------- | -------- | ------------------ |
| 25. August 2012  |          |                    |
| Sông Lam Nghệ An | 1:3      | Sài Gòn Xuân Thành |
| Hà Nội T&T       | 1:0      | SHB Đà Nẵng        |

### Finale
|                    | Ergebnis |            |
| ------------------ | -------- | ---------- |
| 29. August 2012    |          |            |
| Sài Gòn Xuân Thành | 4:1      | Hà Nội T&T |

| Vietnamesischer Pokalsieger 2012 |
| Sài Gòn Xuân Thành               |